# 薩米恩托湖
51°03′S 72°45′W / 51.050°S 72.750°W

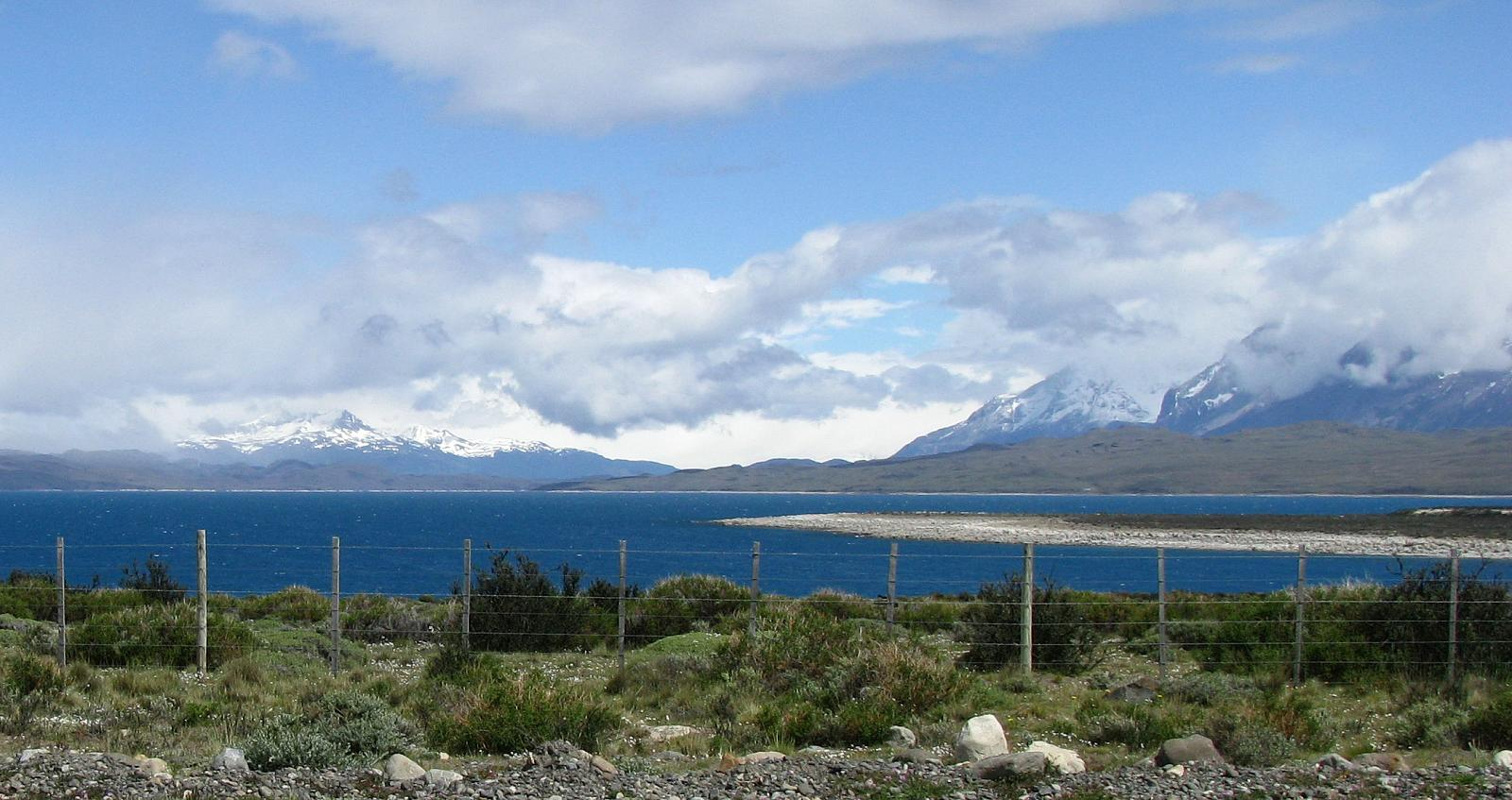

薩米恩托湖是智利的湖泊，位於該國南部，由麥哲倫-智利南極大區負責管轄，長23公里、寬6公里，面積約90平方公里，最大水深315米。